# برينت راسيل
برينت راسيل (بالإنجليزية: Brent Russell)‏ هو لاعب اتحاد الرغبي جنوب أفريقي، ولد في 5 مارس 1980 في بورت إليزابيث في جنوب أفريقيا.

## وصلات خارجية
- برينت راسيل على موقع دوري الرغبي الممتاز (الإنجليزية)
- برينت راسيل عل موقع إسبنسكروم (الإنجليزية)
- برينت راسيل على موقع ItsRugby.co.uk (الإنجليزية)